# 香月藍
香月 藍（かつき あい、1985年12月25日 - ）は、日本の元AV女優、元ストリッパー。穏やかな丸顔と、巨乳、巨尻で人気を得る。

## 略歴
東京都出身。2006年、『現役タレントAVデビュー』でAVデビュー。MOODYZ専属。2007年3月21日、新宿ニューアートでストリップデビューを果たす。2007年6月、マカオで初の海外公演を果たす。2008年6月10日、ストリップを引退（引退興行は川崎ロック座）。2008年8月、ブログでAV女優引退を発表。

## 出演作品
2006年
- 現役タレントAVデビュー（7月13日、MOODYZ）
- Gカップ現役タレント在籍ゴックン風俗店（8月13日、MOODYZ）
- 無限中出し（9月13日、MOODYZ）
- 実話輪姦4（10月13日、MOODYZ）共演:榊彩弥
- パイパンハイパーデジタルモザイク（11月13日、MOODYZ）

2007年
- フィストファック（1月1日、MOODYZ）
- 風俗プレイ4時間（1月1日、MOODYZ）※総集編
- 芸能人ぶっかけ中出しアナルFUCK!（3月1日、MOODYZ）
- 芸能人ぶっかけ中出しパイパン飲尿イラマチオFUCK（5月1日、MOODYZ）
- 芸能人イカセ中出しアナル電流吊るしFUCK（6月1日、MOODYZ）
- 東京若妻密会 3（7月11日、プレステージ）
- 聖〜セイント〜Gカップ女子高生 （8月1日、プレステージ）
- 黒人中出し21連発 元芸能人・タレント（9月13日、カルマ）
- 豊かで柔らかく愛しい娘（9月22日、オーロラプロジェクト）
- ラブスタイル（10月13日、オーロラ・プロジェクト）
- 巨乳フードルパラダイス（11月15日、トップワン）他出演:水野美香、花野真衣、麻生岬、合沢萌、さとう和香、中島佑里、小春、近藤優希、里美りん
- エキサイト エアーセックス（12月1日、NIRVANA）他多数出演 ※AVグランプリ2008 マニアステージ エントリー作品
- コスプレ無双（12月28日、TMA）他出演:宮崎あいか、野沢友花、長澤りか

2008年
- 淫乱お嬢様 縄責め矯正（1月1日、シネマジック）
- 巨乳ペット調教地獄（1月20日、アレックス）共演:里美りん
- KUDOKIX 012 香月藍 21歳（1月26日、実録出版）
- 素顔のセックス 香月藍 プライベートで電マを買った女の子（2月7日、ヒビノ）
- となりの美人妻 第4章 5人の美人妻たち（2月9日、隼エージェンシー）他出演:美島涼、小栗杏菜、梨々花、東野愛鈴
- KISS MANIA キスマニア Vol.5（2月19日、BARVO）他多数出演
- 巨乳貸切 AKIBAメイド倶楽部（3月29日、クリスタル映像）
- 近親相姦 II 妹の、娘の胸が大きいので…（4月12日、隼エージェンシー）他出演:赤西涼、福沢あや、橘ひな、姫咲まりあ
- エロ人妻不倫密会（4月25日、シャッフル）他出演:浜崎りお、北沢亜美
- レイプ中出し V 理不尽に中出しされた7人のギャル（5月10日、隼エージェンシー）他6名出演
- こだわりの手コキ 4時間SP VIII 30人のハンドメイド（5月10日、隼エージェンシー）他29名出演
- フェラ!!大好き!?13人のフェラ好きガールズ（6月14日、隼エージェンシー）他12名出演
- 巨乳乱交中出しソープ（10月19日、クロス）共演:宮崎あい、はるか悠、芽衣奈

## メディア

### テレビ
- 裸のニュースステーションキャスター（2006年8月?-2007年7月まで、CS放送局パラダイステレビ）

写真集
[X-City] WEB No.036 香月藍《コハルビヨリ》 写真集 (8)